# Pokalturneringen (basketball)
 For alternative betydninger, se Pokalturneringen. (Se også artikler, som begynder med Pokalturneringen)
Pokalturneringen i basketball (også kendt som DBBF pokalen eller blot Pokalturneringen) er Danmarks pokalturnering i basketball. Turneringen afholdes af DBBF. Turneringen er blevet afviklet siden 1975, hvor Falcon slog Stevnsgade i finalen. Bakken Bears er den mest succesrige klub i turneringen med 12 titler. Seneste vinder er Bakken Bears efter de slog Horsens IC i finalen i Forum Horsens i sæsonen 2019-20. 

## Historie
Dansk basket var længe domineret af sjællandske (og i særdeleshed Københavnske) basketballklubber, hvilket også gjorde sig gældende i pokalturneringen. Derfor skulle vi helt hen til 1993 for at finde den første vinder udenfor sjælland. Her kunne Horsens IC lade sig kåre som vinder efter at have besejret Hørsholm i finalen. Magtforholdet ændrede sig dog ret markant omkring årtusindeskiftet, hvilket resulterede i stor dominans fra klubberne vest for Storebælt i 00'erne og 10'erne.

## Struktur
Pokalturneringen i Danmark er anderledes end den sædvanlige ligastruktur med grundspil og slutspil. Turneringen følger en "single elimination"-struktur som man kender fra college-basketballs slutspil (NCAA March Madness) eller DBU Pokalen i fodbold. I pokalturneringen trækker alle deltagere lod om hvem der skal mødes i en enkelt kamp. Vinderen af kampen går herefter videre til næste runde, hvor man igen skal trække lod om hvem der skal mødes. Dette fortsætter indtil alle hold på nær et enkelt er eliminerede hvorefter dette kåres som vinder af turneringen. 
Alle hold i den bedste liga i Danmark, Basketligaen, har obligatorisk deltagelse i pokalturneringen, mens det er frivilligt at deltage for hold i de lavere rækker.

## Vindere og finalister
| År   | Vindere           | Finalister        | Res.     |
| ---- | ----------------- | ----------------- | -------- |
| 1975 | Falcon            | Stevnsgade        | Ukendt   |
| 1976 | SISU              | Falcon            | Ukendt   |
| 1977 | SISU              | Virum             | Ukendt   |
| 1978 | Falcon            | BMS               | Ukendt   |
| 1979 | Falcon            | Virum             | Ukendt   |
| 1980 | Stevnsgade        | Skovbakken        | Ukendt   |
| 1981 | BMS               | Falcon            | Ukendt   |
| 1982 | BMS               | Virum             | Ukendt   |
| 1983 | BMS               | Stevnsgade        | Ukendt   |
| 1984 | SISU              | Viby              | Ukendt   |
| 1985 | BMS               | Virum             | Ukendt   |
| 1986 | SISU              | Stevnsgade        | Ukendt   |
| 1987 | Stevnsgade        | BMS               | Ukendt   |
| 1988 | BMS               | Hørsholm          | Ukendt   |
| 1989 | SISU              | Viby              | Ukendt   |
| 1990 | SISU              | BMS               | Ukendt   |
| 1991 | Værløse           | BMS               | Ukendt   |
| 1992 | BMS               | Horsens IC        | Ukendt   |
| 1993 | Horsens IC        | Hørsholm          | Ukendt   |
| 1994 | Stevnsgade        | Horsens IC        | Ukendt   |
| 1995 | Stevnsgade        | Hørsholm          | Ukendt   |
| 1996 | Horsens IC        | Skovbakken        | Ukendt   |
| 1997 | SISU              | Stevnsgade        | Ukendt   |
| 1998 | SISU              | Horsens IC        | Ukendt   |
| 1999 | SISU              | Horsens IC        | Ukendt   |
| 2000 | Skovbakken        | SISU              | Ukendt   |
| 2001 | Bakken Bears      | Stevnsgade        | Ukendt   |
| 2002 | Værløse/Farum     | Aabyhøj           | Ukendt   |
| 2003 | BF Copenhagen     | Bakken Bears      | Ukendt   |
| 2004 | SK Aarhus         | Horsens IC        | Ukendt   |
| 2005 | Bakken Bears      | Team Sjælland     | Ukendt   |
| 2006 | BK Amager         | Bakken Bears      | Ukendt   |
| 2007 | Bakken Bears      | Næstved           | 101 : 83 |
| 2008 | Svendborg Rabbits | Horsens IC        | 98 : 68  |
| 2009 | Bakken Bears      | Team Fog Næstved  | Ukendt   |
| 2010 | Bakken Bears      | Svendborg Rabbits | 84 : 81  |
| 2011 | Svendborg Rabbits | Bakken Bears      | 78 : 75  |
| 2012 | Svendborg Rabbits | Bakken Bears      | 75 : 73  |
| 2013 | Hørsholm 79ers    | Bakken Bears      | 106 : 69 |
| 2014 | Svendborg Rabbits | Bakken Bears      | 89 : 84  |
| 2015 | Horsens IC        | Randers Cimbria   | 100 : 62 |
| 2016 | Bakken Bears      | Horsens IC        | 83 : 66  |
| 2017 | Team Fog Næstved  | Horsens IC        | 81 : 80  |
| 2018 | Bakken Bears      | Wolfpack Basket   | 100 : 67 |
| 2019 | Horsens IC        | Svendborg Rabbits | 105 : 70 |
| 2020 | Bakken Bears      | Horsens IC        | 89 : 80  |

| Sport | Spire Denne artikel om sport er en spire som bør udbygges. Du er velkommen til at hjælpe Wikipedia ved at udvide den. |